# Rhenopteridae
Rhenopteridae ist eine Familie der Unterordnung Stylonurina aus der Ordnung der Seeskorpione (Eurypterida) und die einzige Familie der Überfamilie Rhenopteroidea.

## Merkmale
Bei den Arten aus der Familie Rhenopteridae war der hintere Rand des Metastoma abgerundet. Die prosomalen Gliedmaßen II bis IV besaßen kurze, feste Stacheln, wobei auf III nur ein einziger vorhanden war. Die prosomalen Glieder V und VI besaßen keine Stacheln. Das Telson war kurz.

## Fundorte
Vertreter der Familie Rhenopteridae wurden in Deutschland, Norwegen, Schottland und Wales gefunden.

## Systematik
Die Überfamilie und Familie wurden 1951 von Leif Størmer aufgestellt. Sie beinhaltet nach Lamsdell, Braddy & Tetlie 2010 folgende Gattungen:
- Unterfamilie Rhenopterinae
  - Alkenopterus
  - Rhenopterus
- Brachyopterus
- Kiaeropterus
- Brachyopterella

Jüngere Synonyme der Überfamilie Rhenopteroidea sind Brachyopterellidae Tollerton, 1989 und Alkenopteridae Poschmann & Tetlie, 2004.